# Пшонка Віктор Павлович
Віктор Павлович Пшонка (нар. 6 лютого 1954, с. Сергіївка, Слов'янський район, Сталінська область, УРСР) — колишній український проросійський політик та генеральний прокурор України (4 листопада 2010 — 22 лютого 2014), державний радник юстиції України, доктор юридичних наук. Громадянин Росії.
Під час подій Євромайдану зник з України і переховується від слідства. Перебуває у розшуку.

## Біографія
Народився 6 лютого 1954 р. у Сергіївці Слов'янського району на Донеччині в робітничій родині. Через рік після закінчення середньої школи його призвали до армії СРСР. Після демобілізації влаштувався на роботу в Краматорську.
У 1975 році вступив до Харківського юридичного інституту.
З 1980 року почав працювати слідчим, а згодом — помічником прокурора міста Краматорська Донецької області.
У 1986 року В. П. Пшонку призначено прокурором м. Краматорська
У 1997 році призначено на посаду першого заступника прокурора Донецької області.
У 1998–2003 роках — прокурор Донецької області. Також він був членом колегії Генеральної прокуратури України.
- 1998 — Державний радник юстиції 3 класу
- 1999 — Державний радник юстиції 2 класу
- 2001 — Державний радник юстиції 1 класу[7]

У листопаді 2003 р. — заступник Генерального прокурора України. У Генпрокуратурі він відповідав за організацію прокурорського нагляду за дотриманням законодавства в органах МВС, СБУ, податковій міліції та спеціальних підрозділах боротьби з організованою злочинністю та корупцією. До службових обов'язків входив також прокурорський нагляд за державною митницею та прикордонними службами.
У грудні 2004 року В. П. Пшонка за власним бажанням звільнився з Генпрокуратури, але наприкінці 2006 р. повернувся у це відомство.
4 листопада 2010 року народні депутати України 292 голосами затвердили на посаді Генпрокурора кандидатуру Віктора Пшонки, подану на цю посаду Президентом України.
Член Вищої ради юстиції України з 4 листопада 2010 року за посадою як Генеральний прокурор України (до 22 лютого 2014)
12 листопада 2010 року — Державний радник юстиції України; член Ради національної безпеки і оборони України (до 28 лютого 2014 року, коли був затверджений новий склад РНБО)
22 лютого 2014 року — Верховна Рада України висловила недовіру Генеральному прокурору України Пшонці В. П., що мало наслідком його відставку з посади.

## Членство
- Член Міжнародної асоціації прокурорів
- Член Робочої групи з реформування прокуратури та адвокатури (за згодою), створеної Президентом України, з 22 листопада 2011
- Член Комітету з реформування правоохоронних органів (за згодою) при Президентові України з 6 квітня 2012 року
- Член Робочої групи з реформування законодавства про адміністративні правопорушення та введення інституту кримінальних проступків, створеної Президентом України, з 30 травня 2012 року.

## 2014

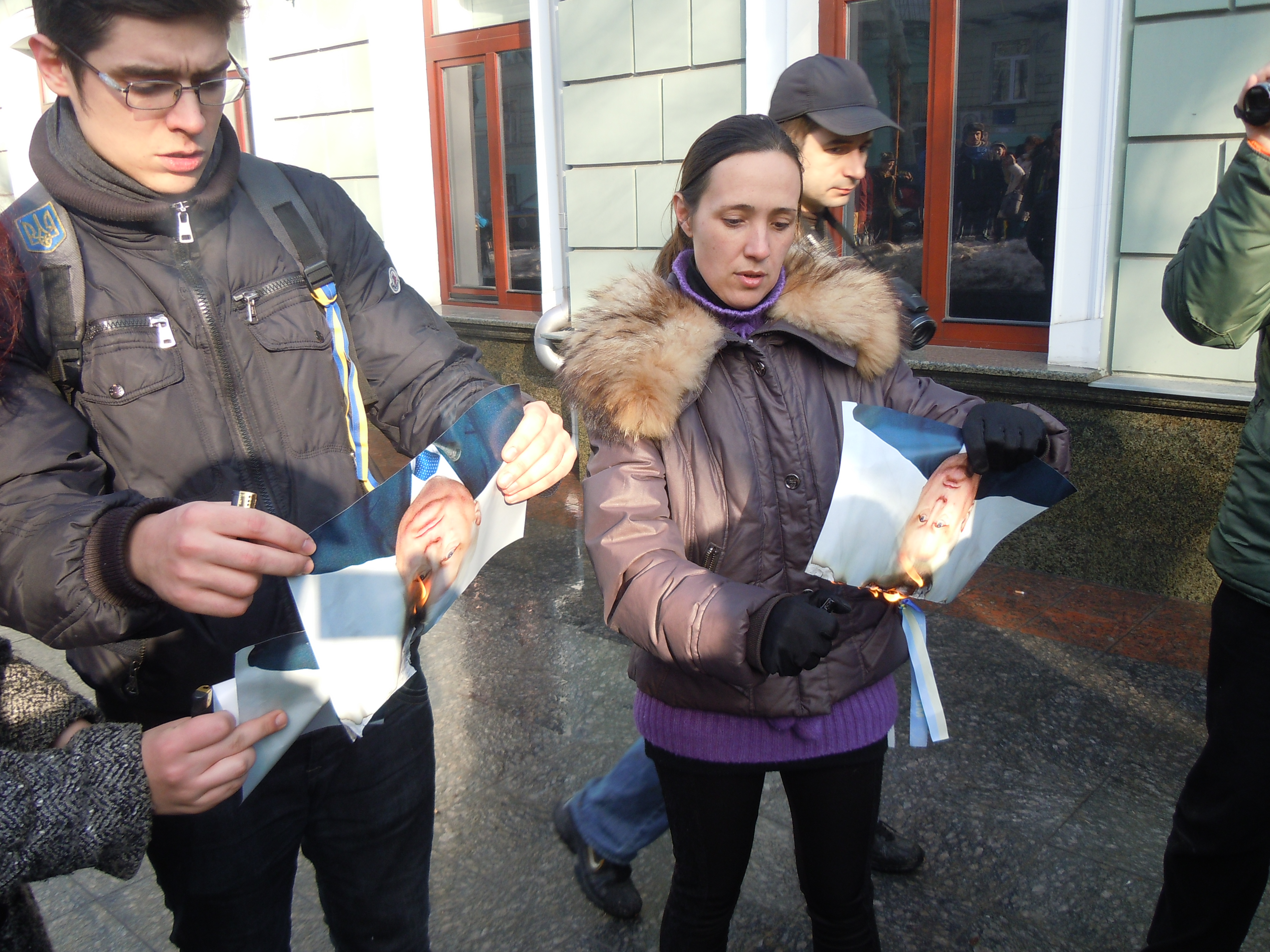
Акція Євромайдану — спалення портрету Пшонки перед будівлею Обласної прокуратури Одеської області, Одеса

25 лютого 2014 року ВРУ звернулася до міжнародного трибуналу щодо встановлення винних в скоєнні злочинів проти людяності та притягнення до кримінальної відповідальності, в списку фігурує і Пшонка.
30 травня  Пшонка і його син Артем подали позов до Європейського суду у Люксембурзі з вимогою анулювати санкції з боку Ради ЄС з березня 2014 року. У базі даних Європейського суду у графі «громадянство» у Пшонки і його сина було вказано: Russia. Пшонка заявив, що він та син не мали російських паспортів.
Пізніше Європейський суд вніс корективи у файли справ Віктора та Артема Пшонки, замінивши в графі «громадянство» «Росію» на «Україну».

### Блокування рахунків

Країни, де Пшонка під санкціями

5 березня Рада ЄС ухвалила блокування коштів Януковича, його синів Олександра і Віктора, Миколи Азарова і його сина Олексія, братів Андрія і Сергія Клюєвих, екс-генпрокурора Пшонки та його сина Артема, бізнесмена Сергія Курченка — загалом 17 осіб з числа колишніх урядовців та наближених до Януковича, які підозрюються в незаконному використанні бюджетних коштів. 16 червня Пшонка заявив, що не мав рахунків та активів за кордоном.
У червні 2024 року Канада ввела економічні санкції проти соратників Януковича, зокрема, проти Пшонки.

### Міжнародний розшук
28 квітня 2014 року міністр МВС України Арсен Аваков в ефірі одного з телеканалів заявив, що Пшонку оголошено у міжнародний розшук.
Інтерпол відмовився оголосити Пшонку в розшук, мотивуючи це непереконливістю доказів, наданих органами України.

## Нагороди
- Заслужений юрист України (2000)[22]
- Почесна грамота Верховної Ради України (2002)
- Нагрудні знаки «Почесний працівник прокуратури України», «Державність. Справедливість. Сумлінність» 2 ст. та «Подяка за сумлінну службу в органах прокуратури України» 1 ст.,
- Відзнаки УПЦ МП

22 листопада 2024 року позбавлений державних нагород України та інших форм відзначення згідно Указу Президента.

## Сім'я
- Дружина — Пшонка Ольга Геннадіївна — кандидатка економічних наук, перша віце-президентка Донецької торгово-промислової палати.
- Син — Пшонка Артем Вікторович (1976 р.н.) — народний депутат України від Партії регіонів.
- Брат — Пшонка Микола Павлович (1947 р.н.) — суддя Вищого спеціалізованого суду України з розгляду цивільних і кримінальних справ.

## Критика

### Ворог преси
За результатами щорічного дослідження Інституту масової інформації та Незалежної медіа-профспілки потрапив в десятку найбільших ворогів української преси у 2012—2013 роках.